# 坂根崇真
坂根 崇真（さかね たくま、1992年1月26日 - ）は、日本の税理士。新宿税理士事務所代表、一般社団法人 全国第三者承継推進協会理事、株式会社坂根ホールディングス代表取締役。

## 概要
愛知県豊田市生まれ、愛知県半田市育ち。世界四大会計事務所の一つであるデロイト・トウシュ・トーマツを経て独立。その後新宿税理士事務所代表に就任し、創業間もない企業を中心とした支援事業を行っている。

## 著書
- 『相続実務のツボとコツがゼッタイにわかる本』 相続研究会 秀和システム 2021年 -　あくまで共著　一部　のみ　実際　著者は　相続登記実務研究会

## 運営メディア

### 運営メディア
1. 資産運用ブログ
2. マネーコム